# Thrasyvoulos Fylis
Thrasyvoulos Fylis (griechisch Θρασύβουλος Φυλής) ist ein 1938 gegründeter Fußballverein, der in der zweiten griechischen Liga, der Football League spielt.
Der Verein stammt aus Fyli, einer Gemeinde nordöstlich von Athen. Thrasyvoulos ist ein seltener griechischer Vorname und geht in diesem Fall vermutlich auf einen athenischen Strategen zurück.

## Stadion
Der Verein spielt in einem 1989 erbauten Stadion mit einer Kapazität von 3.142 Zuschauern.

## Geschichte
2002 gelang der Aufstieg in die dritte griechische Liga, 2005 in die zweite. Seit 2008 spielten sie in der Super League. 2009 wurde der Verein Letzter und stieg in die Beta Ethniki ab.

## Bekannte ehemalige Spieler
- Kostas Manolas
- Sally Sarr
- Alexandros Tzorvas

## Bekannte ehemalige Trainer
- Georgios Firos